# Nassau-Idstein

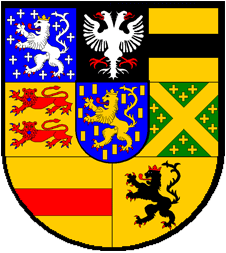
Het wapen van Nassau-Idstein sinds 1660

Nassau-Idstein was een tot de Boven-Rijnse Kreits behorend graafschap binnen het Heilige Roomse Rijk, dat op 4 augustus 1688 tot vorstendom verheven werd.

## Inleiding
Het graafschap Nassau-Idstein bestond gedurende twee periodes als deel van het graafschap Nassau. In de eerste periode, van 1355 tot 1605, bestond het uit Wiesbaden en Idstein. Wiesbaden en Idstein bleven vrijwel altijd bijeen; het graafschap wordt door sommige historici ook Nassau-Wiesbaden of Nassau-Wiesbaden-Idstein genoemd. In de tweede periode, van 1629 tot 1728, bestond het uit Idstein, Wiesbaden, Sonnenberg, Wehen, Burgschwalbach en Lahr.

## Graafschap Nassau-Wiesbaden-Idstein (1355-1605)

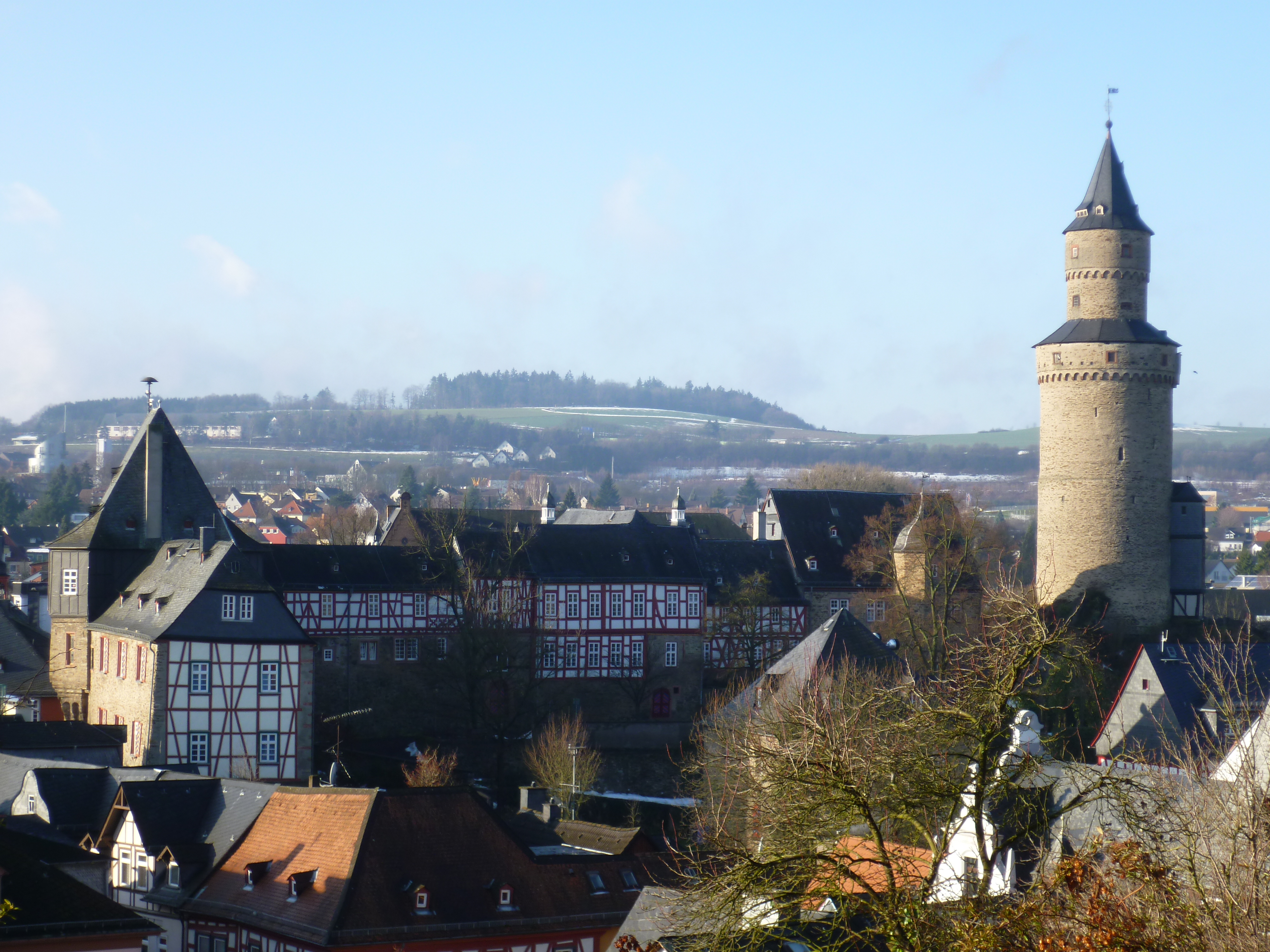
De Burcht Idstein met rechts de Hexenturm

In 1344 deed graaf Gerlach I van Nassau afstand van zijn graafschap ten gunste van de twee oudste zoons uit zijn eerste huwelijk. Deze zoons regeerden tot 1355 gemeenschappelijk, waarna de bezittingen verdeeld werden:
- Adolf verkreeg Wiesbaden en Idstein,
- Johan verkreeg Weilburg en stichtte het graafschap Nassau-Weilburg,
- Kraft en Rupert verkregen Kasteel Sonnenberg en stichtten het graafschap Nassau-Sonnenberg.

Het gebied rond de Burcht Idstein was oorspronkelijk een rijksleen. Het kwam rond 1120 in bezit van de aartsbisschoppen van Mainz, die het in leen gaven aan de graven van Laurenburg, de voorouders van het Huis Nassau.
Wiesbaden was bezit van het Huis Nassau sinds graaf Walram I van Nassau de Koningshof Wiesbaden had ontvangen van keizer Frederik I Barbarossa. De Nassause bezittingen in dat gebied werden rond 1214 uitgebreid toen graaf Hendrik II "de Rijke" de rijksvoogdij (Reichsvogtei) over Wiesbaden en de omliggende Königssondergau in leen ontving.
Vanwege de sterke buren, de graven van Katzenelnbogen en de heren van Eppstein, konden de graven van Nassau-Wiesbaden-Idstein hun grondgebied amper uitbreiden. Van de ondergang van de heren van Eppstein sinds het midden van de 15e eeuw konden de graven van Nassau-Wiesbaden-Idstein, in tegenstelling tot de graven van Katzenelnbogen, niet profiteren. Daarnaast werden de krachten van het graafschap zwaar belast door de conflicten en vetes die samenhingen met de verkiezingen van verscheidene leden van het huis tot aartsbisschop en keurvorst van Mainz.
Een belangrijke graaf was Adolf III, die in 1481 keizerlijk stadhouder van het graafschap Zutphen werd en tussen 1489 en 1492 stadhouder van het hertogdom Gelre en het graafschap Zutphen was. Hij speelde een belangrijke rol op de rijksdagen ten tijde van keizer Maximiliaan I.
Tijdens de regeerperiodes van Filips I “der Altherr” en zijn zoon, mederegent en opvolger Filips II “der Jungherr” werd in het graafschap de Reformatie ingevoerd.
Gedurende drie korte perioden werden Wiesbaden en Idstein van elkaar gescheiden:
- Van 1480 tot 1509 regeerde in Idstein graaf Filips, broer van graaf Adolf III van Nassau-Wiesbaden (1480-1511), die hem opvolgde.
- Van 1554 tot 1556 regeerde in Idstein graaf Adolf IV, broer van graaf Filips II van Nassau-Wiesbaden (1536-1566), die hem opvolgde.
- Van 1564 tot 1566 regeerde in Idstein graaf Balthasar, broer van bovenstaande twee graven, die in 1566, na de dood van zijn broer Filips II, de gebieden kon herenigen.

In 1605 stierf de tak Nassau-Wiesbaden-Idstein uit met graaf Johan Lodewijk II, waarna het graafschap aan graaf Lodewijk II van Nassau-Saarbrücken kwam en alle gebieden van de Walramse Linie van het Huis Nassau in één hand verenigd werden. Hij voerde een gecentraliseerd bestuur, waarbij Saarbrücken het centrum was. Het graafschap Nassau-Wiesbaden-Idstein hield op te bestaan.

### Regenten
| Regering  | Naam                     | Geboren      | Overleden | Familierelatie                      | Opmerking                                           |
| --------- | ------------------------ | ------------ | --------- | ----------------------------------- | --------------------------------------------------- |
| 1355-1370 | Adolf I                  | 1307         | 17-1-1370 | zoon van graaf Gerlach I van Nassau |                                                     |
| 1370-1386 | Gerlach II               | 1333         | na 1386   | zoon                                |                                                     |
| 1370-1393 | Walram IV                | 1348 of 1354 | 7-11-1393 | broer                               |                                                     |
| 1393-1426 | Adolf II                 | 1386         | 27-7-1426 | zoon                                |                                                     |
| 1426-1480 | Johan                    | 1419         | 9-5-1480  | zoon                                |                                                     |
| 1480-1509 | Filips                   | 1450         | 16-6-1509 | zoon                                | regeerde alleen in Idstein                          |
| 1480-1511 | Adolf III                | 10-11-1443   | 6-7-1511  | broer                               | regeerde 1480-1509 alleen in Wiesbaden              |
| 1511-1554 | Filips I “der Altherr”   | 26-4-1492    | 6-6-1558  | zoon                                |                                                     |
| 1536-1566 | Filips II “der Jungherr” | 1516         | 3-1-1566  | zoon                                | regeerde 1554-1556 en 1564-1566 alleen in Wiesbaden |
| 1554-1556 | Adolf IV                 | 1518         | 5-1-1566  | broer                               | regeerde alleen in Idstein                          |
| 1564-1568 | Balthasar                | 1520         | 11-1-1568 | broer                               | regeerde 1564-1566 alleen in Idstein                |
| 1568-1596 | Johan Lodewijk I         | 1567         | 2-6-1596  | zoon                                |                                                     |
| 1596-1599 | Johan Filips             | 26-3-1595    | 29-8-1599 | zoon                                |                                                     |
| 1599-1605 | Johan Lodewijk II        | 21-5-1596    | 9-6-1605  | broer                               |                                                     |

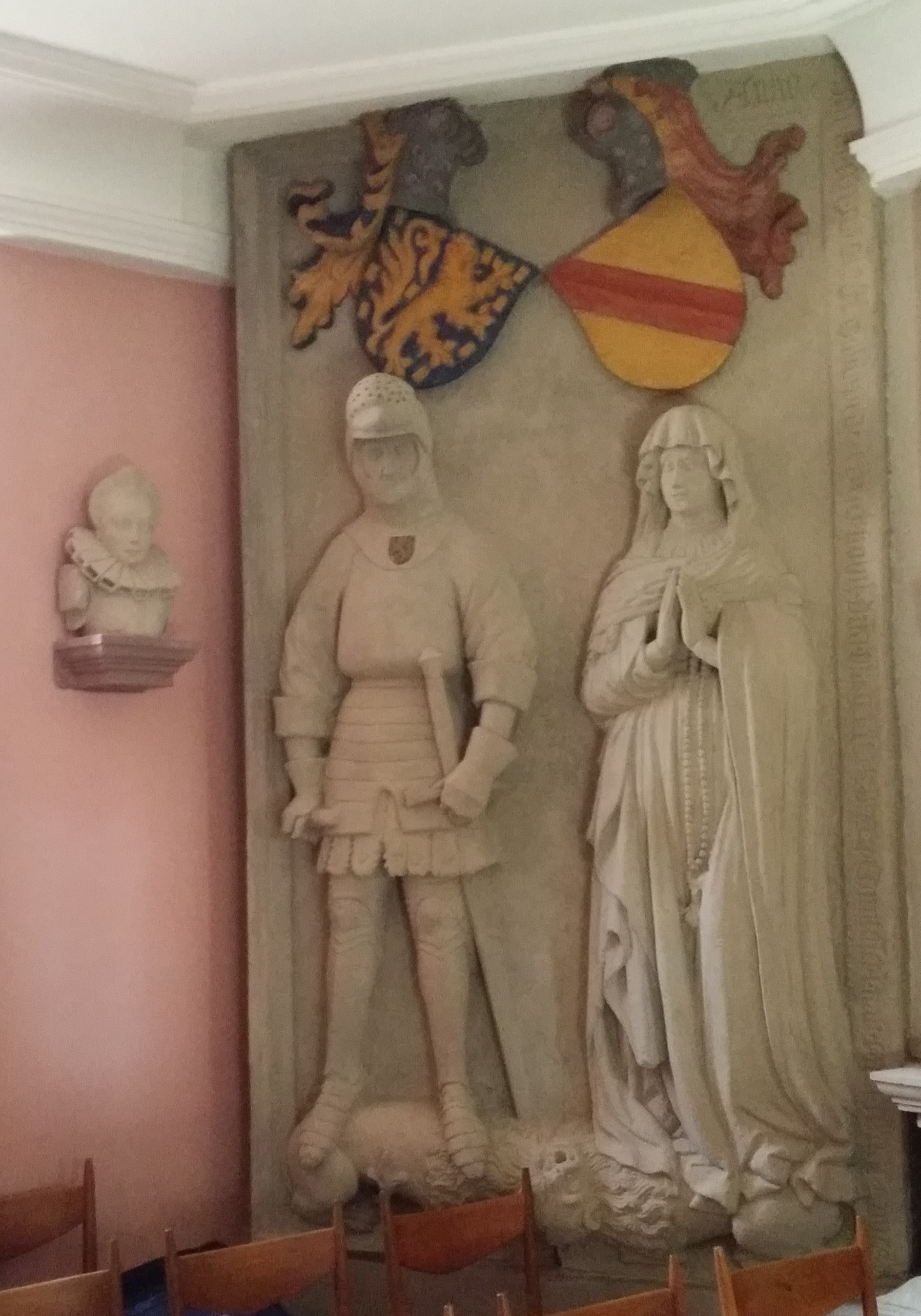
Grafmonument voor Adolf II en Margaretha van Baden in de Uniekerk, Idstein
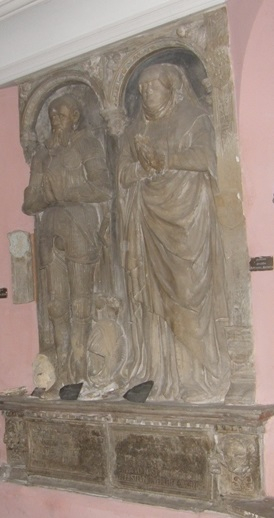
Grafmonument voor Filips “der Altherr” en Adriana de Glymes in de Uniekerk, Idstein
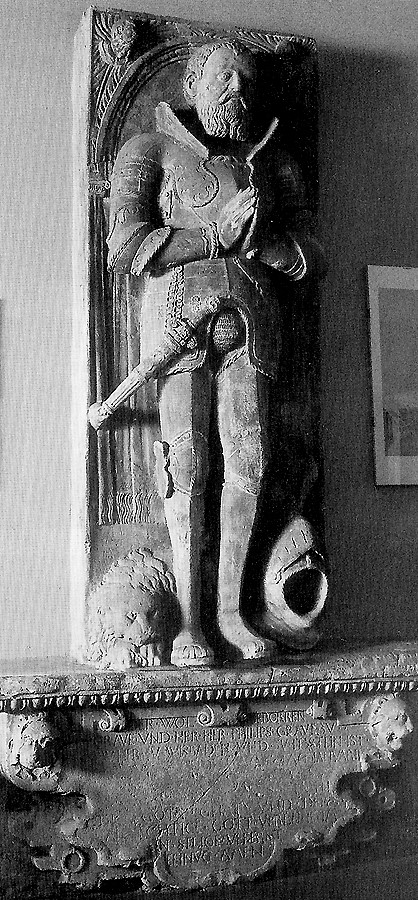
Grafmonument van Filips “der Jungherr” in het Museum Wiesbaden
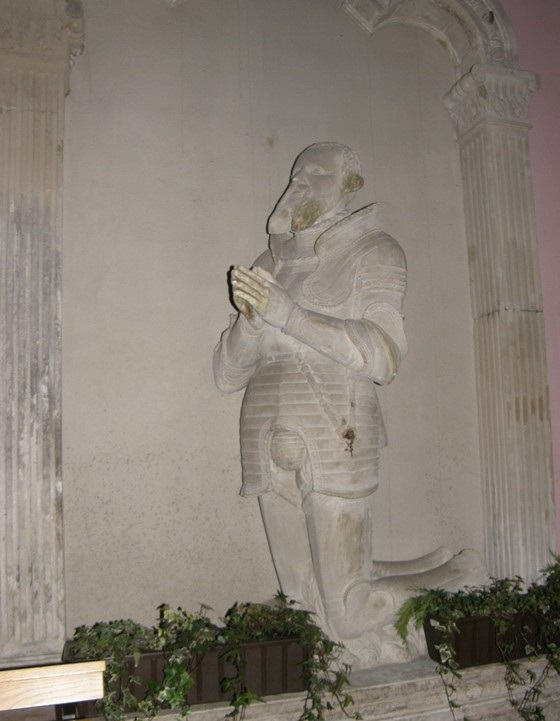
Grafmonument voor Adolf IV in de Uniekerk, Idstein
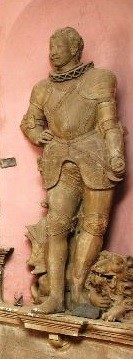
Grafmonument voor Johan Lodewijk I in de Uniekerk, Idstein

## Graafschap en vorstendom Nassau-Idstein (1629-1728)
Graaf Lodewijk II overleed in 1627. Twee jaar later verdeelden zijn zoons hun bezittingen:
- Willem Lodewijk verkreeg het graafschap Saarbrücken en stichtte het graafschap Nassau-Saarbrücken,
- Johan verkreeg Idstein,
- Ernst Casimir verkreeg Weilburg en stichtte het graafschap Nassau-Weilburg,
- Otto verkreeg Neuweilnau en stichtte het graafschap Nassau-Neuweilnau.

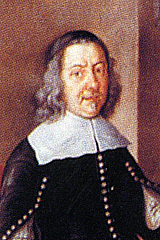
Graaf Johan van Nassau-Idstein

In de Dertigjarige Oorlog (1618-1648) had Lodewijk II een voorzichtige neutraliteit gehandhaafd, die knellende inkwartieringen in zijn bezittingen echter niet voorkomen kon. Toen koning Gustaaf II Adolf van Zweden aan het einde van het jaar 1630 naar de Rijn kwam, stelden Johan van Nassau-Idstein en zijn broers zich te zijner beschikking en verklaarden daarmee de oorlog aan hun keizer. Nadat koning Gustaaf II Adolf op 16 november 1632 was gesneuveld, verbonden de drie graven zich op de bijeenkomst van de protestantse standen in Heilbronn met de Zweedse rijkskanselier Axel Oxenstierna.
Op 5 september 1633 ondertekende Johan van Nassau-Idstein een verbond met Frankrijk tegen de keizer. Na de overwinning van keizer Ferdinand II op 6 september 1634 in de Slag bij Nördlingen, toen het keizerlijke leger de Midden-Rijn naderde, brachten de graven van Nassau eerst hun archieven in Frankfurt am Main in veiligheid en gingen daarna naar Kirchheim. De landen rechts van de Rijn gaven ze daarmee prijs. Op 30 mei 1635 sloot een reeks rijksstanden, waaronder Keurbrandenburg en Keursaksen, de Vrede van Praag, waarbij de graven van Nassau uitdrukkelijk werden uitgesloten. In november 1635 verscheen de keizerlijke commissaris in de Nassause landen en verklaarde de drie broers vervallen van hun graafschappen en al hun bezittingen. Tot 1646 heersten in Idstein honger, epidemieën en soldatenwillekeur.
Johan verbleef tussen 1634 en 1646 in ballingschap te Straatsburg gedurende welke periode de keizer zijn gebieden verdeelde tussen de vorst van Schwarzburg en de keurvorst van Mainz. Bij zijn terugkeer in Duitsland in 1646 kreeg Johan zijn bezittingen terug.
Johan ging in 1651 met zijn broer Ernst Casimir en hun neven Johan Lodewijk, Gustaaf Adolf en Walraad over tot een nieuwe verdeling, waarbij Johan als zijn bezit Idstein, Wiesbaden, Sonnenberg, Wehen, Burgschwalbach en Lahr ontving. Kasteel Sonnenberg werd in 1200 op een rots gebouwd door de graven Hendrik II "de Rijke" en Rupert IV van Nassau voor de bescherming van Wiesbaden. Wehen wordt rond 1330 genoemd als bezitting van graaf Gerlach I van Nassau. Burgschwalbach kwam in 1536 door ruil in bezit van graaf Filips III van Nassau-Weilburg. Lahr kwam in 1527 door erfenis in bezit van graaf Johan Lodewijk van Nassau-Saarbrücken.
Johan herbouwde het slot te Idstein. In 1668 woedde de pest in Idstein. In 1669 begon het werk aan de herbouw van de kerk te Idstein.
Opvallend zijn de heksenjachten tijdens Johans regering. In 1630 begonnen die in zijn gebied. Johan droeg de predikanten op om tegen de hekserij te prediken. In 1658 begon de heksenjacht in het land Nassau opnieuw. En tussen 1674 en 1677 werden opnieuw heksenjachten uitgevoerd in Idstein. Tussen 3 februari 1676 en 31 maart 1677 werden in Idstein 39 personen voor hekserij terechtgesteld, 31 vrouwen en 8 mannen.

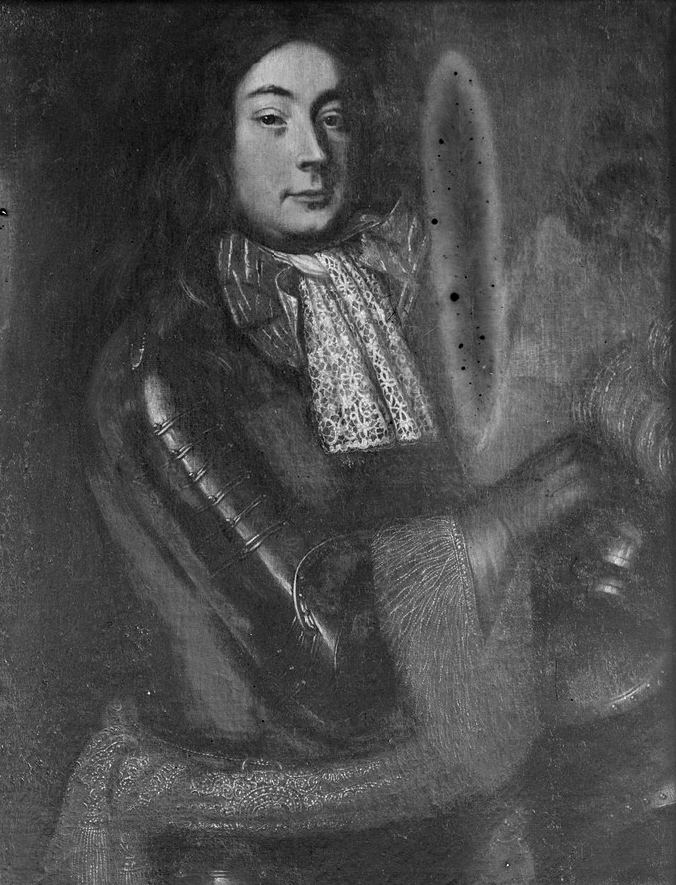
Vorst George August Samuel van Nassau-Idstein

Johans zoon en opvolger George August Samuel was pas 12 jaar oud toen zijn vader in 1677 overleed. De regering werd aanvankelijk waargenomen door twee voogden. Op achttienjarige leeftijd, werd hij de regerende graaf. Op 4 augustus 1688 benoemde keizer Leopold I hem voor zijn diensten bij de bevrijding van Wenen, en na betaling van een grote som geld, tot rijksvorst.
De stad Wiesbaden, en het hele graafschap Nassau-Idstein, hadden tijdens de Dertigjarige Oorlog, en de pest in 1675, zwaar geleden. Van de oorspronkelijke 1800 inwoners van Wiesbaden leefden er nog slechts enkele tientallen. Onder George August Samuel beleefden beiden een enorme opleving. Hij begon een drukke bouwactiviteit. Hij voltooide onder meer het residentieslot in Idstein, legde in Wiesbaden de Herrengarten en de Fasanerie aan, liet het voorgebouw van het stadspaleis verbouwen en uitbreiden, en legde aan de oevers van de Rijn in Biebrich een baroktuin aan. Een eerste zomerhuis was de eerste steen voor het latere Slot Biebrich, dat echter pas na zijn dood werd voltooid.
George August Samuel overleed in 1721 aan de pokken. Zijn drie zoons werden alle niet ouder dan een paar maanden. Hij werd in Nassau-Idstein opgevolgd door zijn achterneven Frederik Lodewijk van Nassau-Ottweiler en Karel Lodewijk van Nassau-Saarbrücken. Karel Lodewijk overleed al in 1723, Frederik Lodewijk in 1728. Diens erfgenamen waren de broers Karel en Willem Hendrik II van Nassau-Usingen. Die voegden Nassau-Idstein samen met hun gebied, zodat Nassau-Idstein ophield te bestaan.

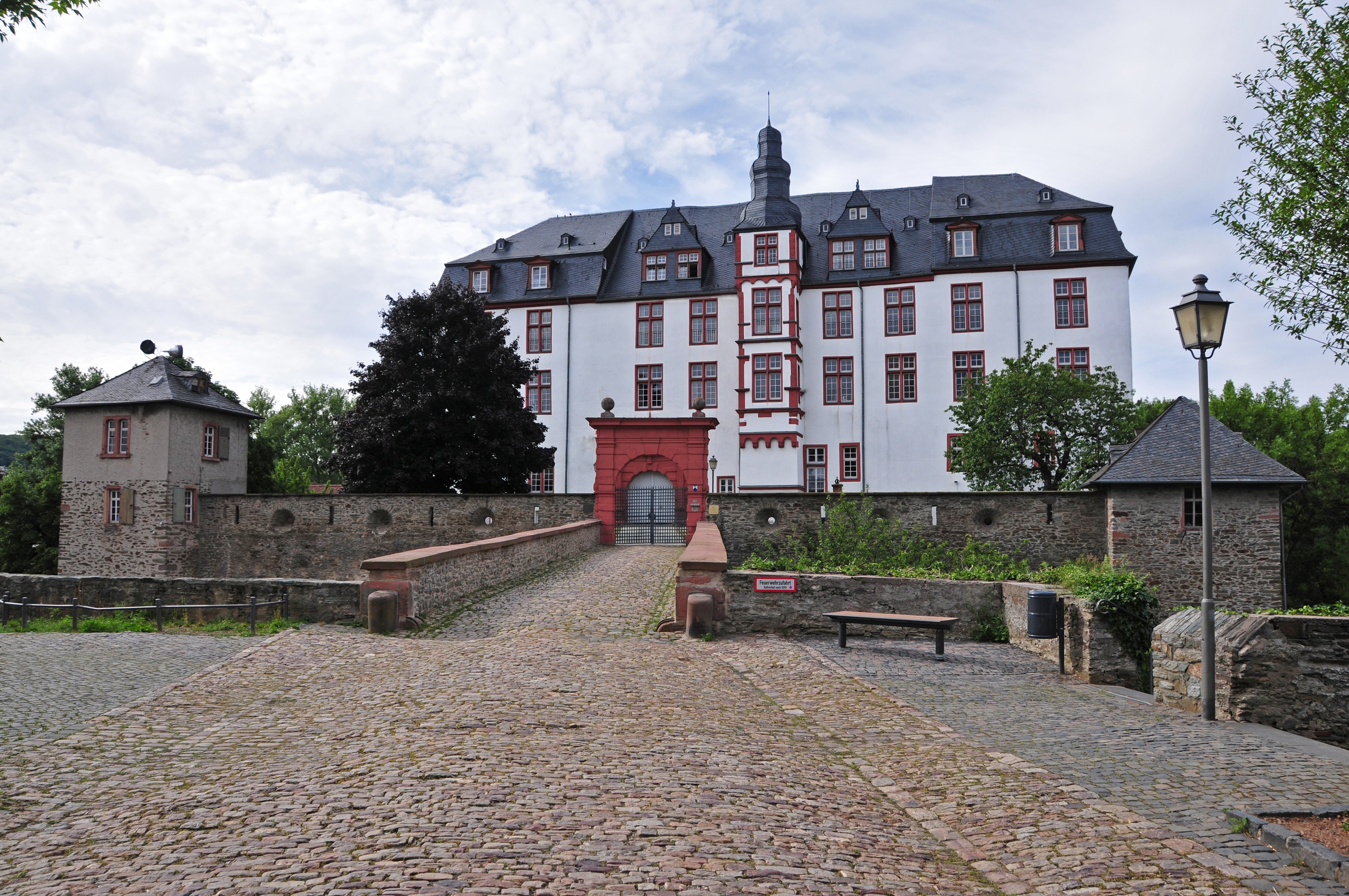
Slot Idstein
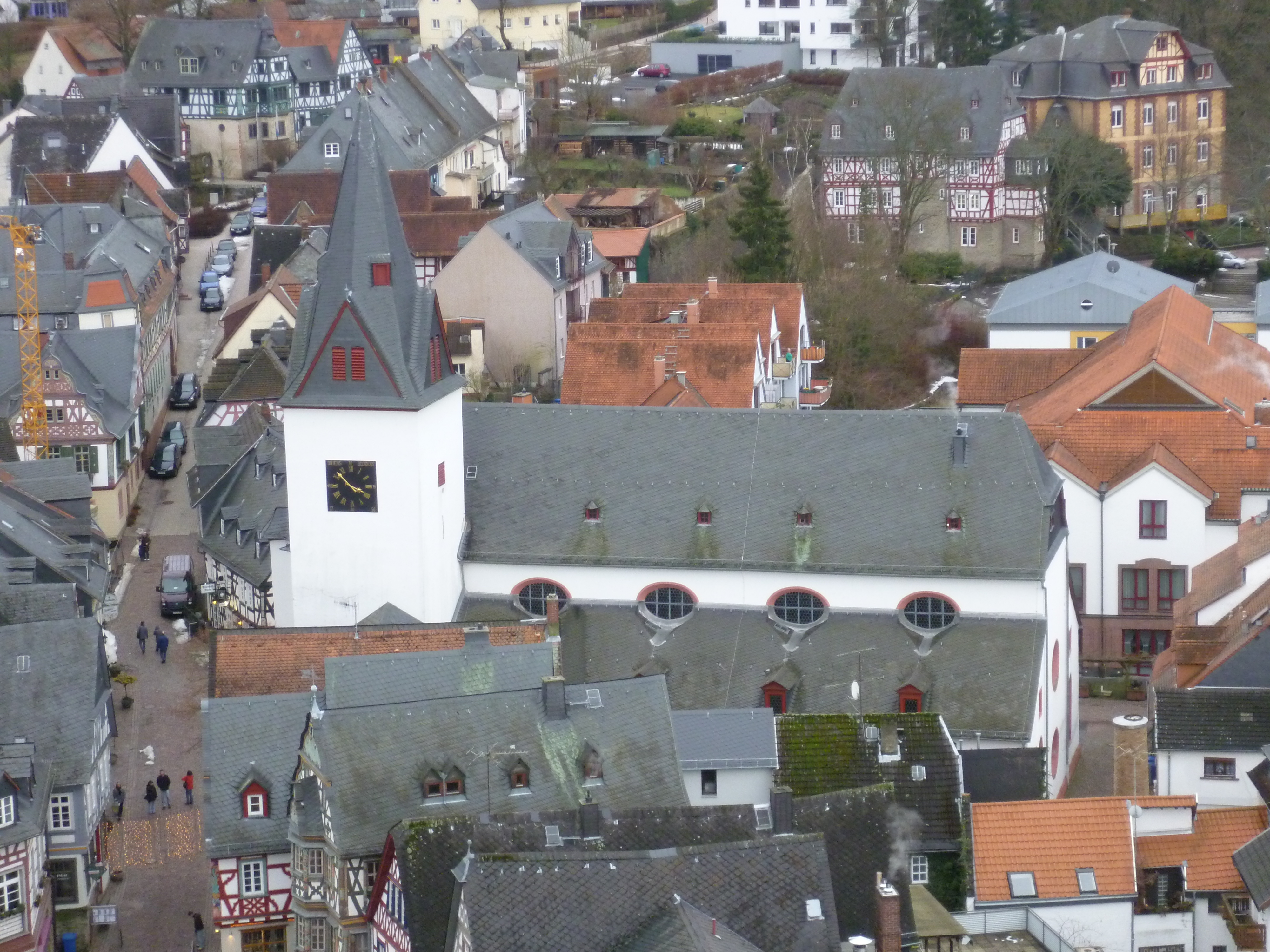
Uniekerk te Idstein
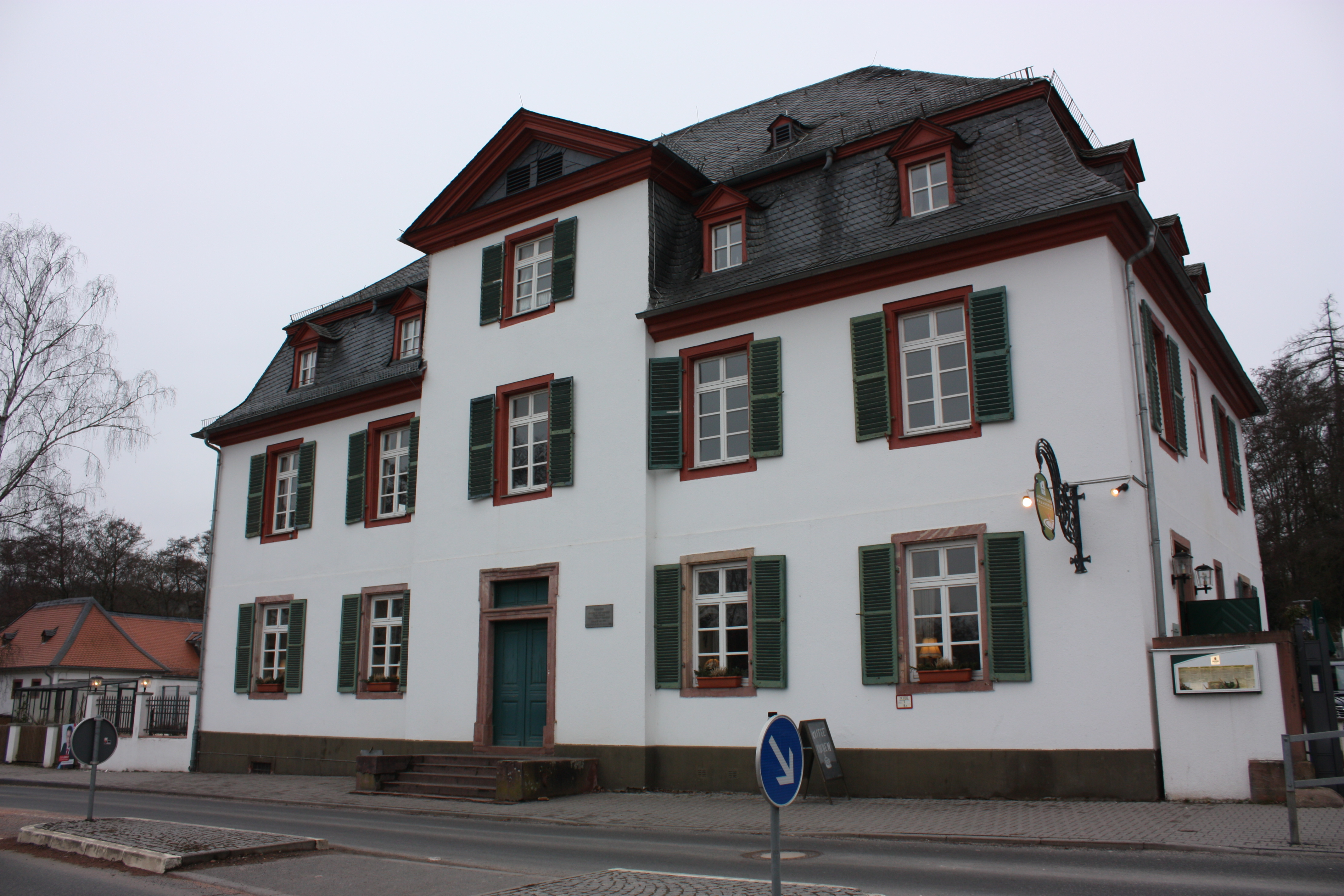
Jachtslot Fasanerie
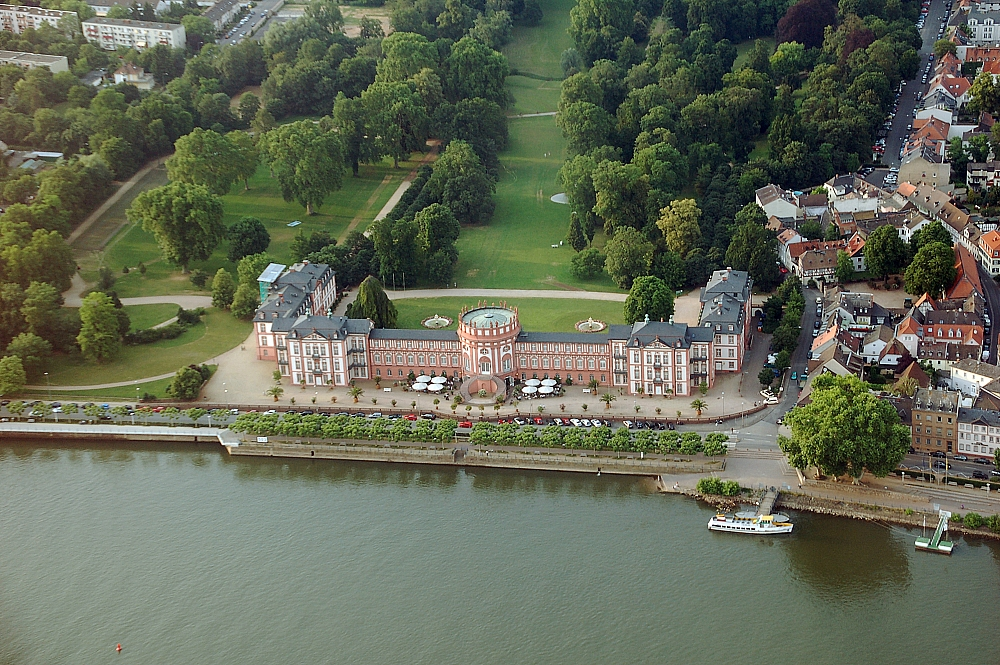
Slot Biebrich

### Regenten
| Regering  | Naam                 | Geboren        | Overleden      | Familierelatie                              |
| --------- | -------------------- | -------------- | -------------- | ------------------------------------------- |
| 1629-1677 | Johan                | 24-11-1603     | 23-5-1677 o.s. | zoon van Lodewijk II van Nassau-Saarbrücken |
| 1677-1721 | George August Samuel | 26-2-1665 o.s. | 26-10-1721     | zoon                                        |
| 1721-1723 | Karel Lodewijk       | 6-1-1665       | 6-12-1723      | achterneef                                  |
| 1721-1728 | Frederik Lodewijk    | 3-11-1651      | 25-5-1728      | neef en schoonvader                         |